# Leonard Lake
Leonard Thomas Lake (29 de octubre de 1945 - 6 de junio de 1985), también conocido como Leonard Hill y una variedad de otros alias, fue un asesino en serie estadounidense previamente encarcelado y condenado a un año de libertad condicional. A mediados de la década de 1980, él y su cómplice Charles Ng violaron, torturaron y asesinaron entre 11 y 25 víctimas en una cabaña remota en el condado de Calaveras, California, en las estribaciones de Sierra Nevada a 240 kilómetros al este de San Francisco.

## La perdición de Lake
Cuando Ng huyó tras robar en una tienda Lake intento pagar el tornillo pero para su desgracia la policía se había presentado, los oficiales notaron que Lake había suplantado a una de sus víctimas y encontraron un arma de fuego en el maletero de su coche siendo arrestado, después de su arresto en 1985 por armas ilegales, robo de automóviles y cargos por fraude, Lake, prevenido había cosido en su ropa dos pastillas de cianuro, pidió un vaso de agua y se tragó las dos pastillas de cianuro y murió después de cuatro días luchando por sobrevivir. Lake reveló su nombre y el de su cómplice y escribió una carta de suicidio disculpándose con su esposa. Los restos humanos de las víctimas, cintas de vídeo de sus torturas y diarios encontrados en la cabaña más tarde confirmaron la participación de Charles Ng, y fueron utilizados para condenarlo por 11 cargos de asesinato capital.

### Víctimas
Leonard Lake y Charles Ng son culpados por los asesinatos y torturas de 11 personas en total, aunque Ng fue el único condenado por los crímenes, debido a la muerte prematura de Lake. La mayoría de las víctimas fueron interceptados en los alrededores del área de San Francisco, California, donde también residían. Las víctimas son las siguientes:
- Harvey Dubs (30), residente en San Francisco, California; desapareció el 25 de julio de 1984.
- Deborah Dubs (33), esposa de Harvey Dubs, desapareció el 25 de julio de 1984.
- Sean Dubs (1), hijo de dieciocho meses de Harvey y Deborah Dubs; desapareció el 25 de julio de 1984.
- Clifford Peranteau (23), desaparecido en San Francisco el 20 de enero de 1985. Sus restos nunca han sido localizados, pero algunas de sus pertenencias fueron encontradas en el apartamento de Ng y en la cabaña frecuentada por Lake y Ng.
- Jeffrey Gerald (35), desaparecido en San Francisco el 24 de febrero de 1985, sus restos nunca han sido localizados.
- Michael Carroll, compañero de celda de Ng en la prisión militar de Fort Leavenworth, Kansas.
- Kathleen Allen (18), dependienta de profesión y novia de Michael Carroll. Desapareció en abril de 1985.
- Lonnie Bond Sr., vivía con su novia y su hijo en una propiedad cercana a la de Leonard Lake.
- Brenda O'Connor (19), novia de Lonnie Bond, Sr., desaparecida en abril de 1985.
- Lonnie Bond Jr., hijo de Lonnie Bond Sr. y Brenda O'Connor.
- Robin Scott Stapley (26), residente en Garden Grove.

Posible víctima
Documentos, objetos personales y vídeos encontrados en la cabaña de Leonard Lake permitieron vincular a Lake y Ng con muchos otros asesinatos y desapariciones de mujeres y hombres que finalmente nunca se identificaron, excepto por:
- Paul Cosner (39), desaparecido en San Francisco el 2 de noviembre de 1984. Su automóvil se encontró, pero su cuerpo nunca ha sido localizado. Sus pertenencias fueron encontradas en la infame cabaña de Lake.

###### Perfil criminal
El maestro y creador de la perfilacion criminal del FBI, John Douglas, analizo este caso en su libro Journey Into Darknes, y lo destacó entre los crímenes más macabros ocurridos en California.
Douglas los describió como "monstruos sin empatía y carentes de todo sentido de conciencia moral", refiriéndose a Lake y Ng, además de hacer un perfil psicológico de Ng como "un pervertido sexual y oportunista, que junto a otro individuo que compartía una misma parafilia, decidieron cometer crímenes tan atroces, apoyándose mutuamente".